# Inger Davidson
Inger Margareta Davidson (Geburtsname: Inger Margareta Winblad; * 2. Dezember 1944) ist eine schwedische Politikerin der Christdemokraten (Kristdemokraterna), die unter anderem zwischen 1991 und 1994 Zivilministerin sowie von 1991 bis 2010 Mitglied des Reichstages war.

## Leben
Inger Davidson war nach dem Studium zwischen 1969 und 1987 als Lehrerin an einer Mittelschule tätig. 1989 wurde sie Nachfolgerin von Dan Ericsson als Parteisekretärin der Christdemokraten und übte diese Funktion bis zu ihrer Ablösung durch Lars Lindén 1991 aus. Bei der Wahl vom 15. September 1991 wurde sie erstmals zum Mitglied des Reichstages gewählt und gehörte diesem bis zum 4. Oktober 2010 an.
Am 4. Oktober 1991 wurde Inger Davidson von Ministerpräsident Carl Bildt als Zivilministerin (Civilminister) in dessen Regierung berufen und bekleidete dieses Ministeramt bis zum Ende von dessen Amtszeit am 7. Oktober 1994. Daneben löste sie Jan Erik Ågren als 1. Vize-Vorsitzende der Christdemokraten ab und bekleidete diese Funktion bis zu ihrer Ablösung durch Maria Larsson 2003.
Während ihrer anschließenden weiteren Parlamentszugehörigkeit war sie von Oktober 1998 bis September 2002 Vorsitzende des Kulturausschusses (Kulturutskottet) sowie zwischen Oktober 2006 und Oktober 2010 Vize-Vorsitzende des Justizausschusses (Justitieutskottet). Zuletzt war sie ferner von Februar 2009 bis Oktober 2010 stellvertretende Vorsitzende der Fraktion der Kristdemokraterna im Reichstag.